# Cosmos (philosophie)
Pour les articles homonymes, voir Cosmos.
Le cosmos, dans la philosophie grecque de l'Antiquité est un terme qui désigne le monde ordonné et harmonieux par opposition au chaos.

## Étymologie
Le philosophe Pythagore a utilisé pour la première fois le terme kosmos. Ce mot vient du grec ancien : κόσμος puis a été latinisé : cosmos. Le mot est d'abord employé pour décrire l'ordre et l'organisation de l'univers. Le mot grec κόσμος signifie principalement « ordre, bon ordre, arrangement ordonné ».  
Le verbe κοσμεῖν (κοσμεῖν) peut servir à exprimer plusieurs idées différentes : « disposer, préparer », « ordonner et organiser (des troupes pour la bataille), mettre (une armée) en rang ». Le mot pouvait également signifier  « établir (un gouvernement ou un régime) » ou encore « parer, habiller ». 
Ainsi, le mot kosmos avait aussi un sens secondaire, il pouvait qualifier les ornements, les décorations et serait à la racine du mot cosmétique, qui provient de kosmokomes, signifiant « habiller les cheveux ». 
En grec moderne, κόσμος a développé la signification de « l'univers, le monde, le peuple » dans un sens collectif.

## Présentation

### Le Cosmos durant l'Antiquité
Le cosmos désigne tout d'abord le ciel étoilé et ordonné, les constellations. Le mot en grec a été appliqué à l’univers par les pythagoriciens. Le cosmos, peut être décrit comme l'univers tout entier, ou une partie de l'univers, dès lors qu'il est considéré comme un ensemble ordonné. Chez les philosophes grecs de l'Antiquité le terme κόσμος évoque un monde clos qui a un ordre, par opposition au chaos. Ainsi pour Socrate :

« À ce qu’assurent les doctes pythagoriciens, Calliclès, le ciel et la terre, les Dieux et les hommes sont liés entre eux par une communauté, faite d’amitié et de bon arrangement, de sagesse et d’esprit de justice, et c’est la raison pour laquelle, à cet univers, ils donnent, mon camarade, le nom de cosmos, d’arrangement, et non celui de dérangement non plus que de dérèglement. »

— Platon, Gorgias, 507 e - 508 a.
 Les premiers Européens considéraient le cosmos comme un ensemble divinement créé, spatialement fini, divisé en deux types de royaume en fonction de leur place par rapport à la lune. L'un serait situé au-dessus, et l'autre situé au-dessous de la lune. Après leur création par Dieu, les sphères, qu'on qualifie aujourd'hui de planètes et d'étoiles, réalisent une rotation au-dessus de la Terre. Dans cette perspective, la terre était considérée comme étant au centre du cosmos, ce qui est aujourd'hui qualifié de géocentrisme.
L'idée de sphères célestes a été développée dans les modèles cosmologiques de Platon, Eudoxe, Aristote, Ptolémée, Copernic et d'autres. Ils croyaient en un cosmos stable créé par Dieu, où des royaumes distincts étaient soumis à différents types d'ordre. Les Européens ont maintenu la vision aristotélicienne selon laquelle l'infini ne pouvait être considéré que comme un attribut de Dieu, le cosmos étant fini. De plus, suivant la vision aristotélicienne selon laquelle « la nature a horreur du vide », les Européens de l'Antiquité et du Moyen-Âge croyaient que l'espace entre les sphères était rempli d'air. Cette théorie a persisté jusqu'à la révolution scientifique, lorsque la découverte que le Soleil était au centre du système planétaire, l'héliocentrisme, a secoué la compréhension cosmologique jusqu'à son cœur.

### Le système cosmologique

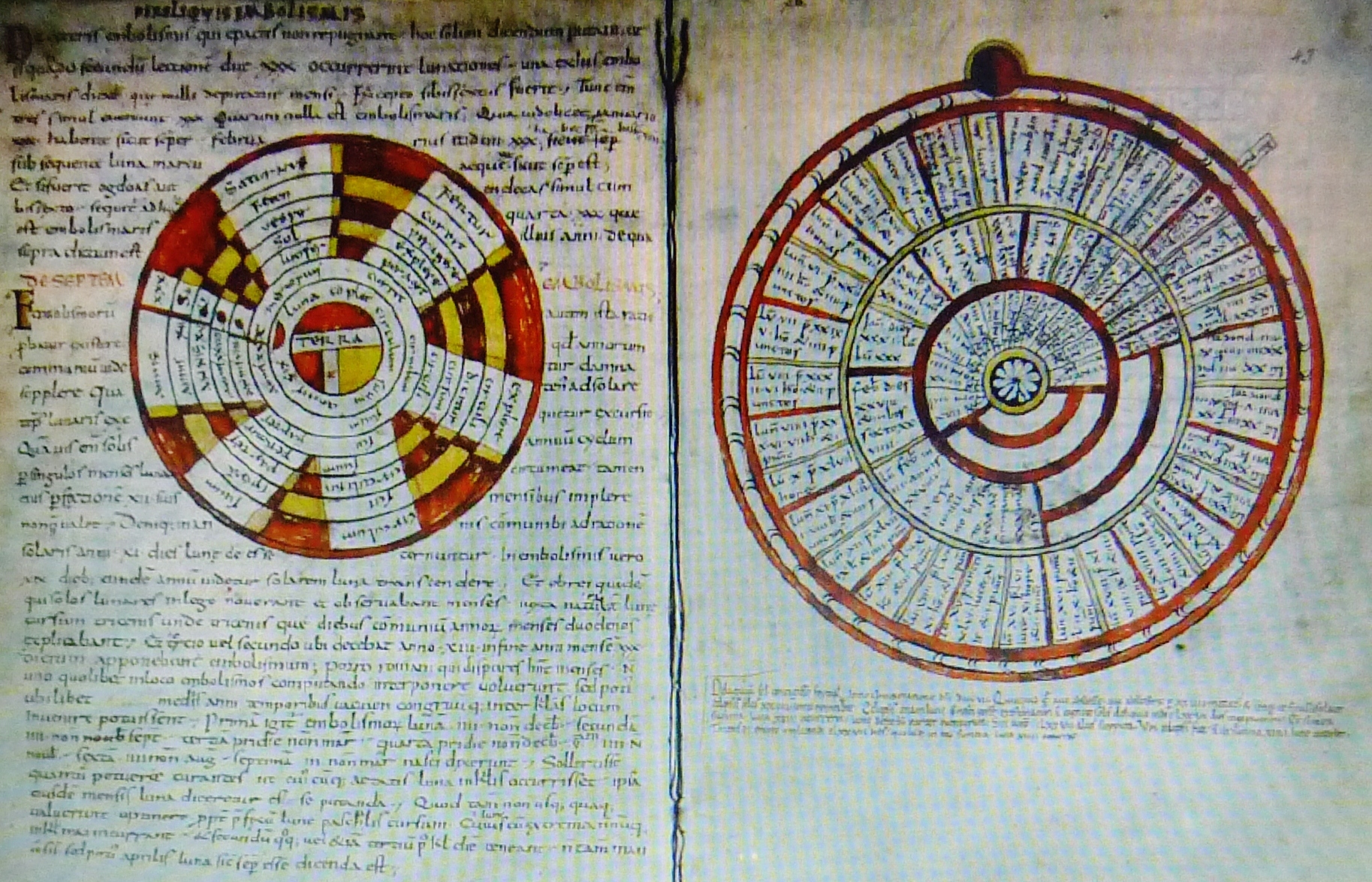
Double page du recueil d'astronomie De natura écrit en 897 par des moines de l'abbaye de Landévennec (conservé à la bibliothèque municipale d'Angers)

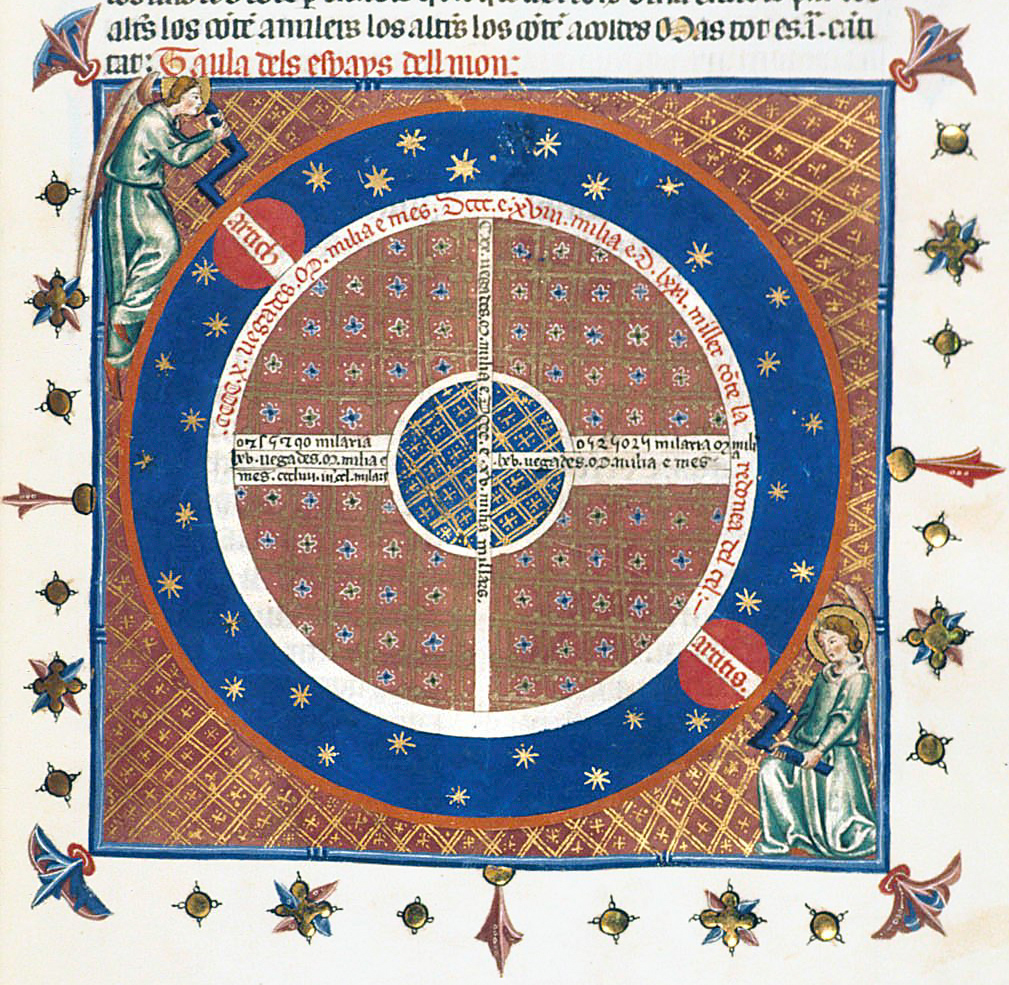
Diagramme cosmologique montrant des anges actionnant des manivelles pour faire tourner les sphères célestes XIVe siècle

Dans la conception aristotélicienne reprise ensuite par la scolastique, le monde se divise en deux : les royaumes situés au-dessus de la lune sont dits supralunaires, et ceux situés sous la lune sont qualifiés de sublunaires. Cette vision du monde est notamment décrite par Aristote dans un traité intitulé Du ciel publié vers 350 av. J.-C.
Les royaumes sublunaires, seraient ceux qui sont situés sous la lune. Il s'agit de la Terre, tout ce qui est inférieur à Dieu. Les objets sous la lune seraient soumis à une combinaison, une séparation et une recombinaison constantes parce qu'ils se composent de quatre éléments et que ceux-ci sont chaotiques : la terre, l'air, le feu et l'eau. Les mouvements des objets du monde sublunaire traduisent une intention, un ordre qui se cherche. La pierre jetée en l'air cherche à rejoindre son milieu naturel et retombe. 
D'un autre côté se trouverait, le monde supralunaire, permanent et incorruptible, le monde des cieux. Les objets au-dessus de la lune sont censés être stables, dans un ordre éternel, avec un mouvement circulaire, et concerne les planètes, le soleil et les étoiles fixes. En effet, les corps célestes étant censés être constitués d'une substance raffinée appelée « quintessence ». Il s'agirait d'une substance cristalline, inspirée du dieu Ether, complètement transparente, qui maintiendrait toutes les sphères supralunaires (planètes et étoiles) dans un ordre parfait et qui se distingue de l'air.   
Dans cette pensée, l'univers est envisagé de forme concentrique, composé de strates différentes. Les penseurs de l'Antiquité, pour qualifier les sphères célestes, distinguaient les étoiles fixes des étoiles errantes, ils n'utilisaient pas directement le concept de planètes. Le firmament constitue la huitième strate de l'espace céleste et au-delà, se trouverait l'empyrée.

### Abandon du concept au XVIe siècle
La révolution mécaniste de la fin du XVIe siècle se caractérise par l’abandon de cette conception, à laquelle se substitue celle de causalité dans un espace géométrique.

### Reprise du concept par Alexander von Humboldt auXIXesiècle
Le terme est devenu une partie du langage moderne au XIXe siècle lorsque le géographe et polymathe Alexander von Humboldt a ressuscité l'utilisation du mot, l'attribuant à son traité en cinq volumes intitulé : Cosmos : Essai d'une description physique du Monde, publié en allemand entre 1845 et 1862. Le livre a influencé la perception moderne et quelque peu holistique de l'univers comme une seule entité en interaction,.

## Postérité du concept
Le concept de Cosmos est abondamment réemployé. 
Le mot est utilisé comme préfixe dans divers mots : cosmogonie (étude de l'origine du monde), cosmographie (description du monde), cosmologie (science du monde en tant qu'univers), cosmopolite (citoyen du monde).